# Be-Rame
Be-Rame (Berame) ist ein Ort im osttimoresischen Suco Balibo Vila (Verwaltungsamt Balibo, Gemeinde Bobonaro). Er liegt in einer Meereshöhe von 543 m im Zentrum der Aldeia Amandato. Der Ort liegt an einer Straße, die von Balibo, dem Hauptort des Verwaltungsamtes, nach Osten in die Gemeindehauptstadt Maliana führt. Der südwestliche Nachbarort an der Straße ist Amandato, nordöstlich liegt die Siedlung Beain. Ein kleiner Bach entsteht in der Regenzeit in einem Tal südlich von Be-Rame. Er führt zum Laecouken, einem Quellfluss des Nunura.